# Silvita

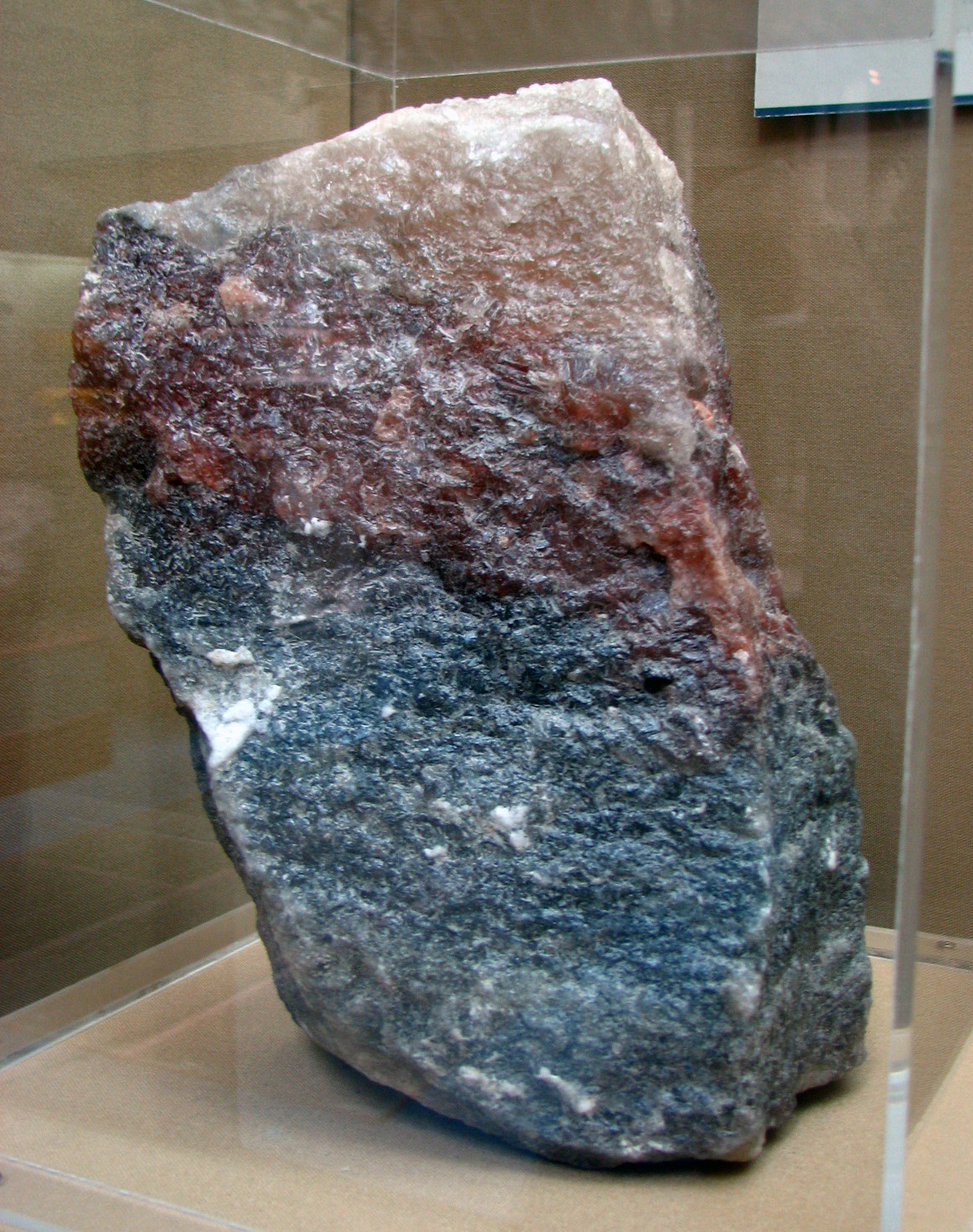
Exemplo de silvita

Silvita (KCI) é um tipo de rocha sedimentar formada como salina evaporita. Pode ser considerado sinônimo de seu principal componente, o mineral Silvina. Muitas vezes ocorre em camadas inferiores de comprimento irregular, é mais raro do que a halita. A silvita está localizada em depósitos salinos e fumarolas vulcânicas.